# Монтебуоно
Монтебуоно (итал. Montebuono) је насеље у Италији у округу Ријети, региону Лацио.
Према процени из 2011. у насељу је живело 333 становника. Насеље се налази на надморској висини од 316 м.

## Становништво
Према резултатима пописа становништва 2011. у општини је живело 917 становника.
| 1931. | 1936. | 1951. | 1961. | 1971. | 1981. | 1991. | 2001. | 2011. |
| ----- | ----- | ----- | ----- | ----- | ----- | ----- | ----- | ----- |
| 1.613 | 1.655 | 1.642 | 1.381 | 1.041 | 939   | 899   | 913   | 917   |